# Cérémonie
 (février 2023).
Si vous disposez d'ouvrages ou d'articles de référence ou si vous connaissez des sites web de qualité traitant du thème abordé ici, merci de compléter l'article en donnant les références utiles à sa vérifiabilité et en les liant à la section « Notes et références ».

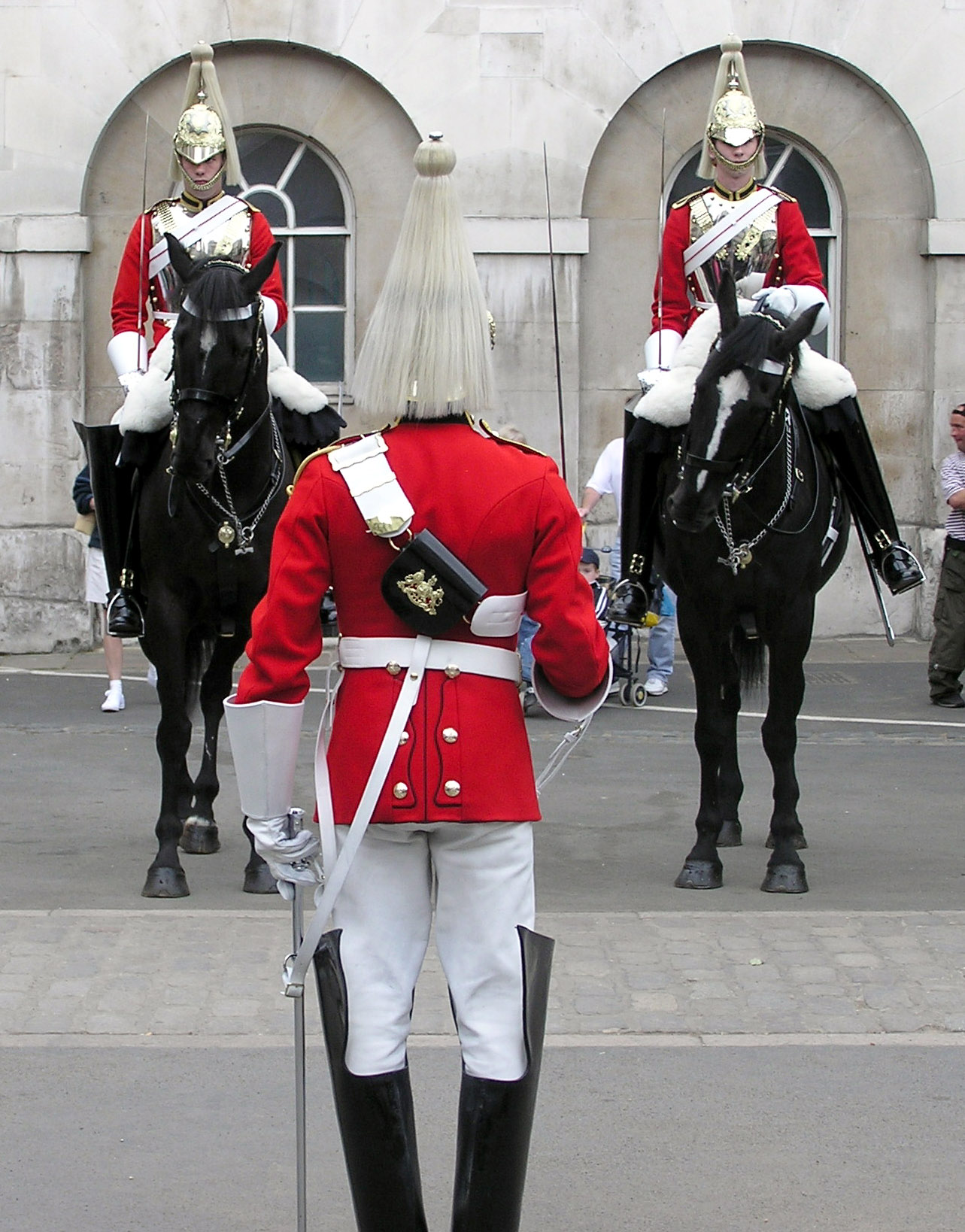
Cérémonie de relève de la Garde au Whitehall à Londres.

Une cérémonie est un ensemble d’activités, emplie de signification rituelle, qui se déroule pour une occasion spéciale.

## Célébration de la vie
Traditionnellement, une cérémonie peut marquer un rite de passage dans le développement personnel humain. Entre autres, il peut célébrer :
- l'accouchement ;
- l'initiation ou le baptême ;
- la puberté ;
- le passage à l'âge adulte ;
- la remise de diplôme ;
- le mariage ;
- le décès ;
- l'enterrement ou les funérailles.

## Célébration d'événements
Par ailleurs, des cérémonies à l'échelle de la société peuvent célébrer des événements annuels, saisonniers, ou récurrents comme :
- l'équinoxe du printemps ;
- le solstice d'hiver ;
- l'investiture d'une personne à un poste ;

## Célébration religieuse
- les jours de Noël, de Pâques, du dimanche, les sacrements, les événements de l'année liturgique ou « fêtes » du calendrier des saints dans la religion catholique ;
- le jour de Shabbat hebdomadaire dans la religion juive.
- Le 10 janvier, date de célébration des  cultes endogènes au Bénin[3].

## Autres types de célébration
D'autres cérémonies soulignent l'importance d'événements ponctuels, comme :
- le couronnement d'un monarque ou l'investiture d'un chef d'État ;
- la victoire dans une bataille ;
- L’ouverture et la clôture d'évènements sportifs, comme celles des Jeux olympiques ou des Jeux paralympiques.

Dans les cultures asiatiques, les cérémonies jouent aussi un grand rôle. En particulier, la cérémonie du thé de plusieurs cultures d'Asie de l'Est est très connue.

## Processus
Souvent les cérémonies s'affichent publiquement et attachent une part importante à l'aspect théâtral grâce à des danses, des processions, l'imposition des mains. Une plus grande importance encore est donnée à la déclaration de phrases qui expliquent ou couronnent l'occasion, telles :
- « Je vous déclare mari et femme », exemple type du discours performatif ;
- « Bonne année ! »
- « Je jure de servir et défendre la nation… »

Les composants physiques et oraux d'une cérémonie peuvent faire partie d'une liturgie.